# Kalonymos Wissotzky

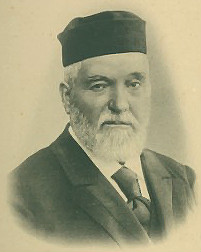
Kalonymos Wissotzky

Kalonymos Ze'ev Wissotzky (geb. 1824 in Žagarė (heute Rajongemeinde Joniškis, Litauen), Russisches Kaiserreich; gest. 1904 in Moskau) war ein russisch-jüdischer Agronom, Teeproduzent (gründete in Moskau die berühmte Teefirma seines Namens) und Philanthrop und Unterstützer frühzionistischer bzw. zionistischer Vorhaben.

## Biographie
Wissotzky wurde in Žagarė in Litauen (damals im Russischen Reich) als Sohn eines Kleinhändlers geboren. Er erhielt eine traditionelle jüdische Erziehung und lebte zunächst vom Getreidehandel. Er studierte an der Jeschiwa von Waloschyn und wurde auch Anhänger von Israel Salanter, Begründer der Mussar-Bewegung. 1849 gründete er in Moskau die Wissotzky Tee-Gesellschaft, mit der er ein großes Vermögen machte und „Teekönig von Russland“ genannt wurde. 1903 kontrollierte er 35 % des Teemarktes in Russland. Er wurde als „Ehrenbürger von Moskau“ und „Hoflieferant des Zaren“ ausgezeichnet. Neben seinen geschäftlichen Aktivitäten investierte er viel Zeit und Geld in die Unterstützung jüdischer Institutionen und insbesondere jüdischer Schriftsteller und Intellektueller. Am engsten war er mit Achad Ha'am verbunden und finanzierte die von Achad Ha'am herausgegebene Monatszeitschrift Ha-Schiloach. Achad Ha'am leitete zudem 1907 bis 1921 die Londoner Filiale der Wissotzky Tee-Gesellschaft.
1884 nahm Wissotzky an der Kattowitzer Konferenz teil. 1885 unternahm er eine Reise nach Eretz Israel und rief die Juden zur Alija auf. In seinem Testament vermachte er eine Million Rubel aus seinem Vermögen für wohltätige Zwecke. Achad Ha'am, einer seiner Nachlassverwalter, veranlasste 1980 eine Entscheidung, wonach 100.000 Rubel zum Zweck der Errichtung der Technischen Universität in Haifa bereitgestellt wurden.